# Symplegma
Symplegma (von altgriechisch σύμπλεγμα „das Zusammengeflochtene“, „die Verflechtung“; Plural Symplegmata) bezeichnete ursprüngliche zwei Ringer, die sich mit den Händen umschlungen halten, später übertragen die wollüstig-erotische Umschlingung beim Beischlaf.
In der Neuzeit wird Symplegma in Kunstgeschichtsschreibung, Altertumskunde und Archäologie zur Bezeichnung von expliziten Darstellungen des Beischlafs gebraucht. Insbesondere werden Darstellungen komplexer und ungewöhnlicher Beischlafpositionen sowie ausgefallener Paarungen so bezeichnet. Ein bekanntes Beispiel ist das sogenannte Dresdner Symplegma, das Hermaphroditos und Satyr in halb kämpferischer, halb erotischer Umschlingung zeigt.
Außerdem wurde der Titel Symplegma für eine Reihe erotischer Zeichnungen Johann Heinrich Füsslis verwendet.

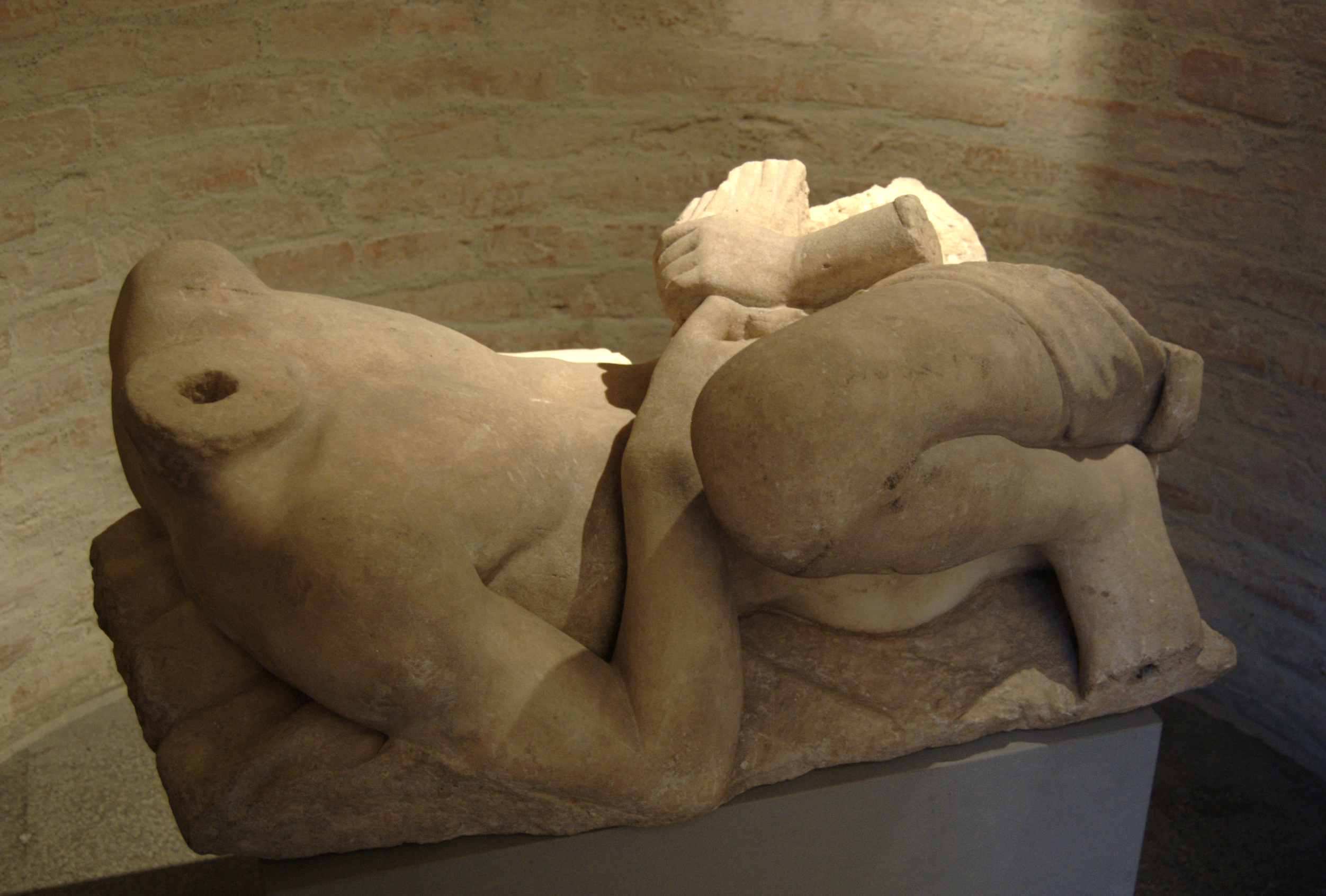
Symplegma (römische Arbeit des 1. Jahrhunderts, Glyptothek München)
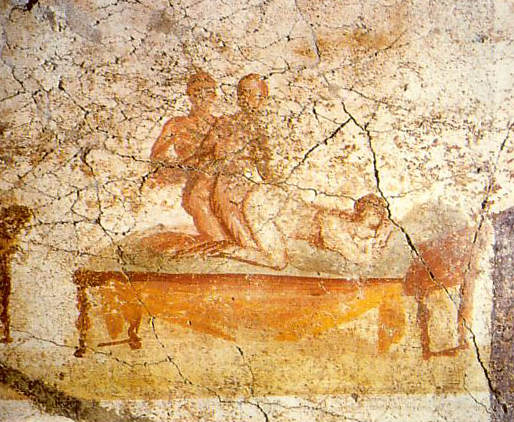
Symplegma aus den Stabianer Thermen in Pompeji
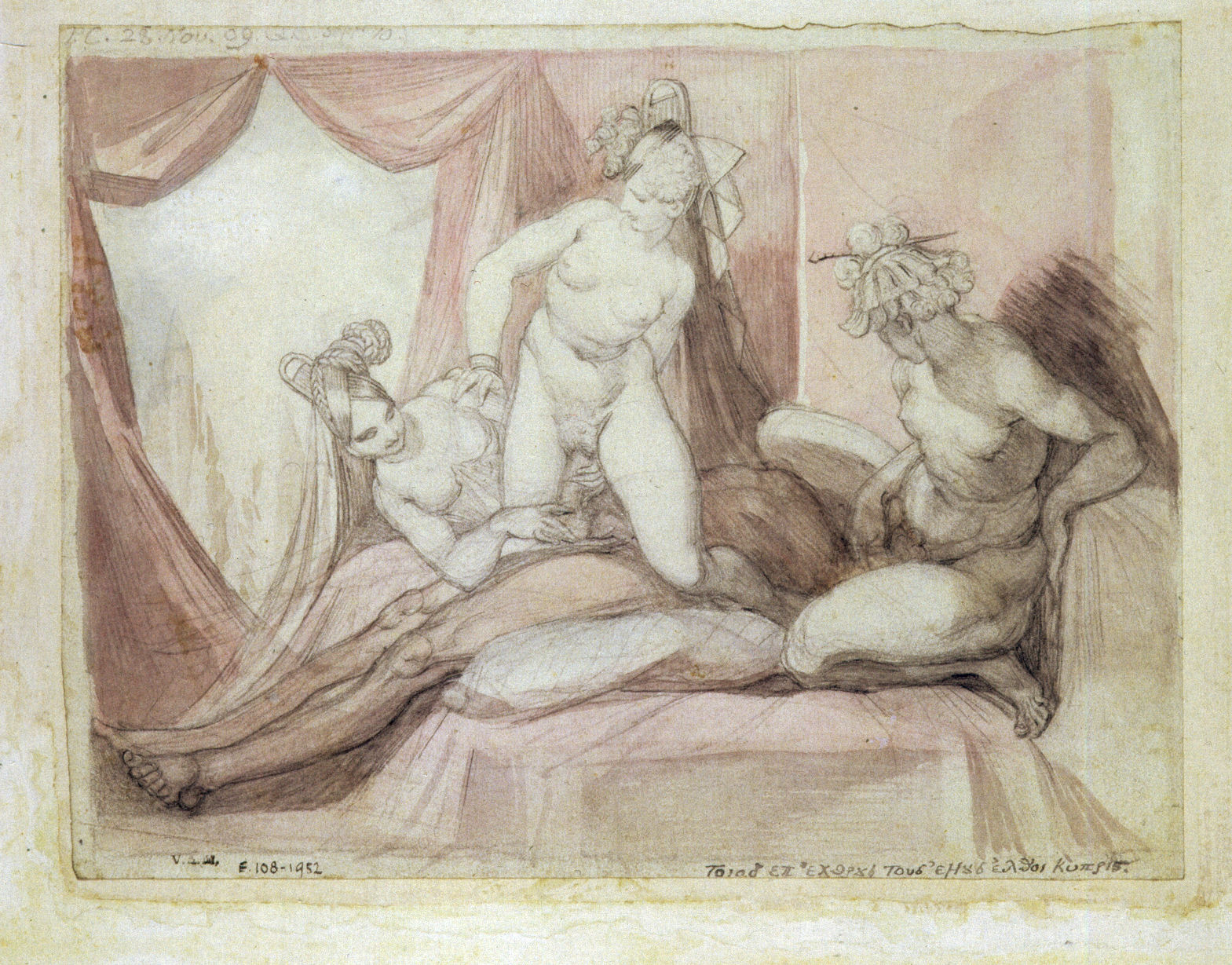
Symplegma eines Mannes mit drei Frauen Bleistiftzeichnung von Johann Heinrich Füssli